# Supercoppa italiana 1996
Supercoppa italiana 1996 byl devátý ročník soutěže o trofej Supercoppa italiana, tedy o italský fotbalový Superpohár. Střetly se v něm týmy Milán AC jakožto vítěz Serie A ze sezony 1995/96 a celek AC Fiorentina, který se ve stejné sezoně (tj. 1995/96) stal vítězem italského fotbalového poháru Coppa Italia.
Zápas se odehrál 25. srpna 1996 v italském městě Milán na Stadio Giuseppe Meazza. Zápas vyhrál a poprvé získal tuhle trofej klub AC Fiorentina. Stalo se tak poprvé co trofej získal vítěz italského fotbalového poháru Coppa Italia.

## Detaily zápasu
| 25. srpen 1996 20:30 |        |                    |                                                                         |
| AC Milán             | 1 – 2  | ACF Fiorentina     | Stadio Giuseppe Meazza, Milán diváci: 29 582 rozhodčí: Fiorenzo Treossi |
| Savićević 22'        | Report | 12', 83' Batistuta | Stadio Giuseppe Meazza, Milán diváci: 29 582 rozhodčí: Fiorenzo Treossi |

| AC Milán | ACF Fiorentina |

| G             | 1  | Sebastiano Rossi      |  |     |
| D             | 14 | Michael Reiziger      |  |     |
| D             | 11 | Alessandro Costacurta |  |     |
| D             | 6  | Franco Baresi         |  |     |
| D             | 3  | Paolo Maldini         |  |     |
| C             | 10 | Dejan Savićević       |  | 66' |
| C             | 8  | Marcel Desailly       |  |     |
| C             | 4  | Demetrio Albertini    |  | 76' |
| C             | 20 | Zvonimir Boban        |  |     |
| A             | 9  | George Weah           |  |     |
| A             | 23 | Marco Simone          |  |     |
| Náhradníci:   |    |                       |  |     |
| G             | 25 | Angelo Pagotto        |  |     |
| D             | 5  | Filippo Galli         |  |     |
| D             | 21 | Mauro Tassotti        |  |     |
| C             | 15 | Massimo Ambrosini     |  |     |
| C             | 16 | Tomas Locatelli       |  |     |
| C             | 22 | Edgar Davids          |  | 66' |
| C             | 24 | Stefano Eranio        |  | 76' |
| Trenér:       |    |                       |  |     |
| Óscar Tabárez |    |                       |  |     |

| G               | 1  | Francesco Toldo      |  |     |
| D               | 2  | Daniele Carnasciali  |  |     |
| D               | 6  | Aldo Firicano        |  |     |
| D               | 5  | Lorenzo Amoruso      |  |     |
| D               | 16 | Giulio Falcone       |  |     |
| C               | 7  | Stefan Schwarz       |  |     |
| C               | 4  | Giovanni Piacentini  |  |     |
| C               | 14 | Sandro Cois          |  | 90' |
| C               | 10 | Rui Costa            |  | 81' |
| A               | 11 | Luís Oliveira        |  | 87' |
| A               | 9  | Gabriel Batistuta    |  |     |
| Náhradníci:     |    |                      |  |     |
| G               | 22 | Gianmatteo Mareggini |  |     |
| D               | 17 | Vittorio Pusceddu    |  | 90' |
| D               | 21 | Marco Vendrame       |  |     |
| C               | 13 | Danilo Stefani       |  |     |
| C               | 15 | Roberto Mirri        |  |     |
| C               | 20 | Emiliano Bigica      |  | 87' |
| A               | 23 | Anselmo Robbiati     |  | 81' |
| Trenér:         |    |                      |  |     |
| Claudio Ranieri |    |                      |  |     |